# Сан Рамон (Чиле)
Сан Рамон (шп. San Ramón) је општина у Чилеу. По подацима са пописа из 2002. године број становника у месту је био 94.906.

## Демографија
| 2002.  |
| ------ |
| 94,906 |